# ویکتوری کلاس ادونچر
ویکتوری کلاس ادونچر (به انگلیسی: Adventure-class ship) یک کلاس از کشتی است که طول آن ۱۴۰ فوت (۴۳ متر) می‌باشد.